# Huangdong
Huangdong (kinesiska: 黄洞, 黄洞乡) är en socken i Kina. Den ligger i provinsen Hunan, i den södra delen av landet, omkring 250 kilometer sydost om provinshuvudstaden Changsha. Antalet invånare är 5323. Befolkningen består av 2 447 kvinnor och 2 876 män. Barn under 15 år utgör 15,0 %, vuxna 15-64 år 75 %, och äldre över 65 år 8,0 %.
Genomsnittlig årsnederbörd är 1 953 millimeter. Den regnigaste månaden är augusti, med i genomsnitt 281 mm nederbörd, och den torraste är oktober, med 29 mm nederbörd.